# Masuzo Madono
Masuzo Madono var en japansk fotbollsspelare.